# Adam Baruch
Adam Baruch (ur. 17 grudnia 1951 w Chorzowie) – polski historyk, krytyk i aktywista muzyczny.
Publikuje w liczących się krajowych i zagranicznych periodykach muzycznych, jak Down Beat, Jazz Journal International, Jazz Forum i inne oraz na portalu Polish Jazz.
Pełni funkcje w krajowych i zagranicznych stowarzyszeniach muzycznych. Od 1967 r. jest członkiem Polskiego Stowarzyszenia Jazzowego, a od 2016 r. jego zarządu. W 1978 r. założył Izraelskie Stowarzyszenie Jazzowe (IJS, Israel Jazz Society). Aktywnie uczestniczył w tworzeniu Europejskiej Federacji Jazzowej, która później przekształciła się Międzynarodową Federacją Jazzową (w latach 1980–1992 pełnił funkcję członka jej zarządu). Jest członkiem Jazz Journalists Association.
W 1985 r. był producentem, realizatorem i wykonawcą na płycie Księga Hioba.
W 1987 r. założył w Izraelu pierwszą niezależną wytwórnię płytową wydającą muzykę jazzową Jazzis Records.
Jest założycielem i redaktorem portalu muzycznego Adam Baruch – Soundtrack of My Life, w którym do tej pory opublikował ponad 7 tysięcy recenzji i omówień płyt z różnych gatunków muzycznych nagranych przez muzyków z całego świata, w tym ponad dwa tysiące recenzji polskich płyt, głównie jazzowych. Jest to największe źródło informacji o polskim jazzie w języku angielskim.
Od 2014 r. pełni funkcję dyrektora artystycznego Singer Jazz Festival w ramach Festiwalu Kultury Żydowskiej Warszawa Singera.
Nagrodzony Grand Prix Jazz Melomani 2016 w kategorii Krytyk Dziennikarz Roku i odznaczeniem „Zasłużony Kulturze Gloria Artis”.